# The Seeds of Love
The Seeds of Love är ett musikalbum av Tears for Fears, utgivet den 25 september 1989. Albumet var bandets tredje efter ett fyra år långt uppehåll och hade kostat 1 miljon pund att spela in. Albumet var en stor succé och låtarna "Woman in Chains" och "Sowing the Seeds of Love" blev stora hits.

## Låtförteckning
1. "Woman in Chains" (Orzabal) – 6:30
2. "Badman's Song" (Orzabal, Nicky Holland) – 8:32
3. "Sowing the Seeds of Love" (Orzabal, Smith) – 6:19
4. "Advice for the Young at Heart" (Orzabal, Holland) – 	4:55
5. "Standing on the Corner of the Third World" (Orzabal) – 5:33
6. "Swords and Knives" (Orzabal, Holland) – 6:20
7. "Year of the Knife" (Orzabal, Holland) – 6:55
8. "Famous Last Words" (Orzabal, Holland) – 4:31